# Agia Paraskevi (Amari)
Agia Paraskevi (griechisch Αγία Παρασκευή (f. sg.)) ist ein Dorf im Süden der griechischen Insel Kreta. Es hat den Status einer  Ortsgemeinschaft im Gemeindebezirk Kourites der Gemeinde Amari.

## Lage
Agia Paraskevi liegt im Südwesten des Gemeindebezirks Kourites. Angrenzende Ortschaften sind im Nordwesten Ano Meros des Gemeindebezirks Syvritos, im Norden Agios Ioannis und im Osten und Südosten Apodoulou. Die Ortschaft Melapes der Gemeinde Agios Vasilios grenzt im Süden und Südwesten an. Nächstgelegene Dörfer sind Agios Ioannis zwei Kilometer nördlich und Apodoulou zwei Kilometer östlich.

## Geschichte
Seit der venezianischen Herrschaft ist das Dorf ausschließlich durch Volkszählungen bekannt. Erstmals überlieferte Francesco Barozzi 1577 die Ortsbezeichnung Sta Veneranda, 1583 lautete der Name bei Kastrofylakas S. Venaranda, und 1630 bei Francesco Basilicata S. Venaranda Sagudhi. Während der osmanischen Zeit wird das Dorf 1650 und 1670 als Aya Paraşki erwähnt. Wie die umliegenden Dörfer lebten zu dieser Zeit in Agia Paraskevi überwiegend Moslems. Nach Robert Pashley war der Ort Hagía Paraskevé 1832 von 15 christlich-orthodoxen Familien bewohnt.